# FK Zemun
Maillots
Le Fudbalski Klub Zemun (en serbe : Фудбалски Клуб Земун), plus couramment abrégé en FK Zemun, est un club serbe de football fondé en 1946, et basé à Zemun, quartier de Belgrade, la capitale du pays.

## Historique
- 1946 : fondation du club sous le nom de Jedinstvo Zemun
- 1969 : fusion avec le Sremac Zemun et le Sparta Zemun en FK Galenika Zemun
- 1986 : le club est renommé FK Zemun

## Bilan sportif

### Palmarès
| Compétitions nationales                    |
| ------------------------------------------ |
| - Coupe de Serbie : - Finaliste : 2007-08. |

### Bilan par saison
| Saison    | Championnat | Championnat | Championnat | Championnat | Championnat | Championnat | Championnat | Championnat | Championnat | Championnat | Coupe de Serbie     |
| Saison    | Division    | Pos         | Pts         | J           | V           | N           | D           | BP          | BC          | Diff        | Coupe de Serbie     |
| --------- | ----------- | ----------- | ----------- | ----------- | ----------- | ----------- | ----------- | ----------- | ----------- | ----------- | ------------------- |
| 2006-2007 | 1re         | 12e         | 7           | 32          | 1           | 4           | 27          | 22          | 64          | -42         | Seizièmes de finale |
| 2007-2008 | 2e          | 15e         | 42          | 34          | 10          | 12          | 12          | 28          | 38          | -10         | Finale              |
| 2008-2009 | 3e Belgrade | 1er         | 79          | 30          | 26          | 1           | 3           | 59          | 12          | +47         | Seizièmes de finale |
| 2009-2010 | 2e          | 12e         | 43          | 34          | 11          | 12          | 11          | 39          | 36          | +3          | —                   |
| 2010-2011 | 2e          | 16e         | 33          | 30          | 8           | 9           | 17          | 34          | 40          | -6          | Tour préliminaire   |
| 2011-2012 | 3e Belgrade | 3e          | 54          | 30          | 16          | 6           | 8           | 39          | 30          | +9          | Tour préliminaire   |
| 2012-2013 | 3e Belgrade | 4e          | 51          | 30          | 16          | 3           | 11          | 48          | 33          | +15         | —                   |
| 2013-2014 | 3e Belgrade | 8e          | 43          | 30          | 11          | 10          | 9           | 38          | 28          | +10         | —                   |
| 2014-2015 | 3e Belgrade | 1er         | 75          | 30          | 23          | 6           | 1           | 64          | 12          | +52         | —                   |
| 2015-2016 | 2e          | 10e         | 39          | 30          | 10          | 9           | 11          | 29          | 33          | -4          | Seizièmes de finale |
| 2016-2017 | 2e          | 2e          | 61          | 30          | 17          | 10          | 3           | 44          | 18          | +26         | Seizièmes de finale |
| 2017-2018 | 1re         | 11e         | 43          | 37          | 11          | 10          | 16          | 39          | 46          | -7          | Seizièmes de finale |
| 2019-2019 | 1re         | 15e         | 30          | 37          | 6           | 12          | 19          | 36          | 53          | -17         | Huitièmes de finale |
| 2019-2020 | 2e          | 12e         | 33          | 30          | 8           | 9           | 13          | 25          | 29          | -4          | Seizièmes de finale |
| 2020-2021 | 2e          | 17e         | 27          | 34          | 7           | 6           | 21          | 24          | 51          | -27         | Tour préliminaire   |
| 2021-2022 | 3e Belgrade | 2e          | 61          | 30          | 19          | 4           | 7           | 54          | 28          | +26         | Tour préliminaire   |

Légende
- Finaliste ou vice-champion de la compétition.
- Promotion en division supérieure.
- Relégation en division inférieure.

### Bilan européen
Note : dans les résultats ci-dessous, le score du club est toujours donné en premier.
| Saison | Compétition     | Tour      | Club               | Domicile | Extérieur | Total    |
| ------ | --------------- | --------- | ------------------ | -------- | --------- | -------- |
| 1996   | Coupe Intertoto | Groupe 12 | EA Guingamp        | N/A      | 0 - 1     | Deuxième |
| 1996   | Coupe Intertoto | Groupe 12 | FF Jaro            | 3 - 2    | N/A       | Deuxième |
| 1996   | Coupe Intertoto | Groupe 12 | Kolkheti 1913 Poti | N/A      | 3 - 2     | Deuxième |
| 1996   | Coupe Intertoto | Groupe 12 | Dinamo Bucarest    | 2 - 1    | N/A       | Deuxième |

Légende
- Victoire ou qualification pour le tour suivant
- Match nul
- Défaite ou élimination de la compétition

## Personnalités du club

### Présidents du club
- Dušan Ostojić

### Entraîneurs du club
| - Milan Milanović (2000) - Milija Brkić (2001 - 2003) - Miodrag Martać (2004 - 2005) - Milija Brkić (2005 - 2006) | - Miloljub Ostojić - Dragoslav Filipović - Nebojša Maksimović - Dragoljub Bekvalac (2016) | - Milan Milanović (2016 - 2018) - Milan Ristić |